# Lucy Bacon
Pour les articles homonymes, voir Bacon.
Lucy Angeline Bacon, née le 30 juillet 1857 à Pitcairn dans l'État de New York et morte le 17 octobre 1932 à San Francisco en Californie, est une peintre impressionniste américaine.

## Biographie
Lucy Bacon étudie les arts plastiques à la Art students league et à la National academy of design à New York. En 1892 elle part pour la France et s'inscrit à l'Académie Colarossi. Peu satisfaite de ses cours elle demande conseil à Mary Cassatt femme-peintre américaine installée en France. Mary Cassatt la présente à Camille Pissarro auprès duquel Lucy se perfectionne et achève sa formation. Elle se fixe à Éragny mais en 1905 elle abandonne sa carrière de peintre à la suite de problèmes de santé et devient adepte de la Christian Science. Elle s'installe à San Jose en Californie et y enseigne la peinture jusqu'à sa mort en 1932.